# 沙特國王大學
沙特國王大學（阿拉伯語：جامعة الملك سعود），又译苏欧德国王大学，是位於沙特阿拉伯利雅得的一所公立大學，由沙特·本·阿卜杜勒創立於1957年，當時稱利雅得大學，是該國第一個非宗教主導的大學。最初目的是為了解決沙特技術工人短缺問題，1982年改現名。
大學兼收兩性，人數接近四萬。雖然如此女性學員還是有自己的戒律組織，男女學員的活動都有監控系統監視。學校課程包括自然科學、人文及專業研究。

## 學術

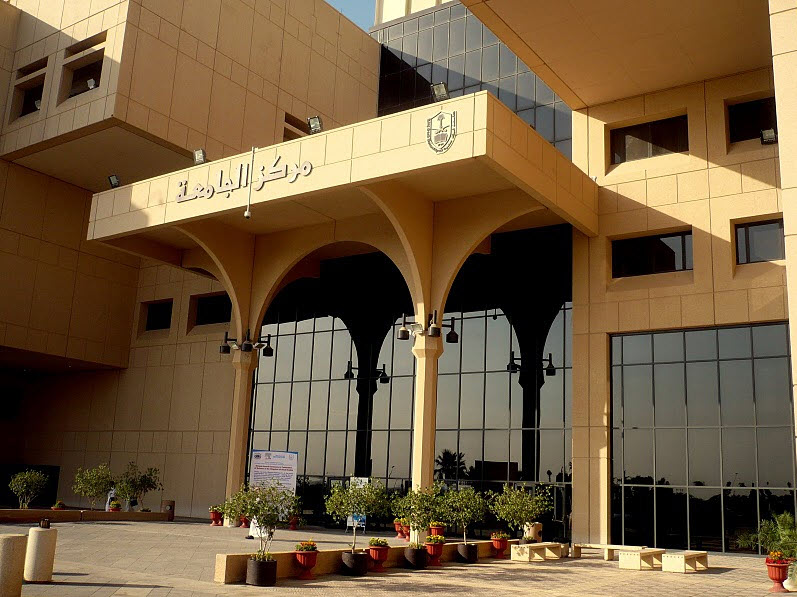
沙特国王大学的大門

### 院系
- 預科項目[5]
- 建築和規劃學院[6]
- 企業管理學院[7]
- 工程學院[8]
- 理學院[9]
- 食物和農業學院[10]
- 計算機和信息科學學院[11]
- 醫學院[12]
- 牙科學院[13]
- 製藥學院[14]
- 應用醫學學院
- 護理學院[15]
- 健康科學學院[16]
- 藝術學院
- 教育學院
- 法律和政治科學學院
- 語言和翻譯學院
- 旅遊和考古學院
- 阿拉伯語學院
- 授課學院
- 應用科學和社區服務學院
- 利雅得社區學院

### 排名
根據2013年上海交大排名，沙特國王大學位於全球200名之內，泰晤士高等教育-QS世界大學排名給出的排名是197位，其醫藥及生命科學排名為159，藝術及人文排名為108。2012年其世界大學網路排名為236，亞洲排名為25，國內排名為第一。
| 排名                     | 世界    | 亞洲 | 阿拉伯世界 |
| ------------------------ | ------- | ---- | ---------- |
| 上海交大排名（2013）     | 151-200 | 17   | 1          |
| QS世界大學排名（2012）   | 197     | 33   | 1          |
| 世界大學網路排名（2012） | 236     | 25   | 1          |
| URAP（2012）             | 313     |      | 1          |

## 外部連結
- Official Site （页面存档备份，存于）
- Gazal-1 （页面存档备份，存于）
- King Saud University Digital Library
- More information